# Jack Dunn (pattinatore)
John Edward Powell Dunn (Royal Tunbridge Wells, 28 marzo 1917 – Hollywood, 16 luglio 1938) è stato un pattinatore artistico su ghiaccio britannico. Ha vinto l'argento al Campionato del mondo nel 1935.

## Palmarès
| Evento                    | 1934 | 1935 | 1936 |
| ------------------------- | ---- | ---- | ---- |
| Giochi olimpici invernali |      |      | 6°   |
| Campionati mondiali       |      | 2°   | 4°   |
| Campionati europei        | 6°   | 4°   |      |